# Cheilotrichia instrenua
Cheilotrichia instrenua är en tvåvingeart som först beskrevs av Alexander 1942.  Cheilotrichia instrenua ingår i släktet Cheilotrichia och familjen småharkrankar.
Artens utbredningsområde är Peru. Inga underarter finns listade i Catalogue of Life.